# 547년

## 연호
- 남량(南梁) 중대동(中大同) 2년 / 태청(太淸) 원년
- 동위(東魏) 무정(武定) 5년
- 서위(西魏) 대통(大統) 13년
- 신라(新羅) 건원(建元) 12년
- 베트남 전 리 왕조(前李朝) 천덕(天德) 4년

## 기년
- 남량(南梁) 무제(武帝) 46년
- 동위(東魏) 효정제(孝靜帝) 14년
- 서위(西魏) 경문제(景文帝) 13년
- 신라(新羅) 진흥왕(眞興王) 8년
- 고구려(高句麗) 양원왕(陽原王) 3년
- 백제(百濟) 성왕(聖王) 25년

## 탄생
- 신라(新羅) 화랑의 풍월주 사다함(斯多含)